# ويليام جيمس (مصور)
ويليام جيمس هو مصور كندي، ولد في 1866 في والسال في المملكة المتحدة، وتوفي في 18 نوفمبر 1948 في تورونتو في كندا.